# NGC 2574
NGC 2574 (другие обозначения — MCG −1-22-3, IRAS08183-0845, PGC 23418) — спиральная галактика в созвездии Гидры. Открыта Ормондом Стоуном в 1886 году.
Рядом с NGC 2574 наблюдается галактика PGC 172175, но последняя в действительности находится гораздо дальше, так что эта пара не является физически связанной.
Этот объект входит в число перечисленных в оригинальной редакции «Нового общего каталога». Вероятно, к этой же галактике относится обозначение NGC 2589 — в окрестностях координат, указанных для того объекта, нет галактик и туманностей кроме NGC 2574.